# Cartons de Raphaël
Les Cartons de Raphaël  est l'ensemble des grands dessins originaux du peintre italien de la Renaissance Raphaël, réalisés entre 1515 et 1516 à partir desquels ont été tissées les tapisseries conçues par l’artiste pour la chapelle Sixtine de Rome. Ils sont conservés au Victoria and Albert Museum de Londres.

## Histoire
Les Cartons de Raphaël, au nombre de sept, sont les modèles à grande échelle pour des tapisseries qui ont été faites pour couvrir le bas des murs de la chapelle Sixtine célébrant les Actes des Apôtres, sous les fresques du cycle de Moïse et du Christ. Ils sont les seuls qui nous sont parvenus de l'ensemble des dix dessins commandés par le pape Léon X.
Raphaël et son atelier ont peint ces cartons à Rome (1515-1516), les ont enroulés et envoyés à l'atelier de Pieter Coecke van Aelst, à Bruxelles à l'époque le principal centre de production de la tapisserie en Europe. Ils ont été découpés en bandes et transposés en tapisseries de soie, de laine et d’or.
Les dernières tapisseries terminées ont été expédiées à Rome quelques mois après la mort de Raphaël. Une tapisserie a été achevée en 1517, et sept tapisseries étaient prêtes à être accrochées dans la chapelle Sixtine pour les fêtes de Noël 1519. Trois autres sont arrivées peu de temps avant la mort de Léon X en 1521. L'inventaire fait juste après la mort du pape répertorie un total de dix tapisseries nommé « Scuola Vecchia ». Volées durant le sac de Rome de 1527, ces œuvres n'ont été récupérées que dans les années 1550.
Les cartons sont retournés en Italie, mais ils avaient été dupliqués  à Bruxelles, ce qui a permis à de nombreux monarques de commander leurs propres rééditions au tisserand. Ainsi certaines de ces pièces sont conservées à Mantoue et à Madrid ; deux autres séries ont disparu, celles de François Ier en France lors de l'incendie du musée des Gobelins en 1871 et d'Henri VIII d'Angleterre, à Berlin en 1945.
En 1623, l'ensemble des cartons fut acheté à Gênes pour Charles Ier d'Angleterre, pour 300 livres, il n’en restait que 7 sur les 10 initiaux. En 1712, les Cartons qui ornent alors le château de Hampton Court sont interprétés en gravure par Nicolas Dorigny, assisté de Claude Dubosc, Charles Dupuis et François-Bernard Lépicié. Dix ans plus tard, c'est Joseph Goupy qui les traduit sous la forme de petites gouaches pour le duc de Chandos.
Ces cartons devinrent l'un des principaux moyens de propagation des idées italiennes, mais avec une conséquence fâcheuse : le nouveau style fut assimilé à l'exagération et ce furent les aspects superficiels de mouvement et de drame qui attirèrent les éloges et l'imitation. Ils permirent toutefois le rayonnement de Raphaël en Europe.
Appartenant à la collection royale, les « Cartons de Raphaël », sont en prêt permanent au Victoria and Albert Museum de Londres depuis 1865.
Pour célébrer la visite du pape Benoît XVI au Royaume-Uni en 2010, le Vatican a prêté quatre de ses ensembles de tapisseries au Victoria and Albert Museum, destinées à être exposées aux côtés des dessins originaux pour la période du 8 septembre 2010 - 17 octobre 2010. « C'est la première fois que les dessins et tapisseries ont été affichés ensemble - Raphaël lui-même n'a pas vu cela ».

## Thème
Les scènes de la vie de saint Pierre sont issues des Évangiles, et celles de saint Paul, le sont de ses propres épîtres, et des écrits de saint Jérôme, rapportés également par La Légende dorée de Jacques de Voragine.

## Description

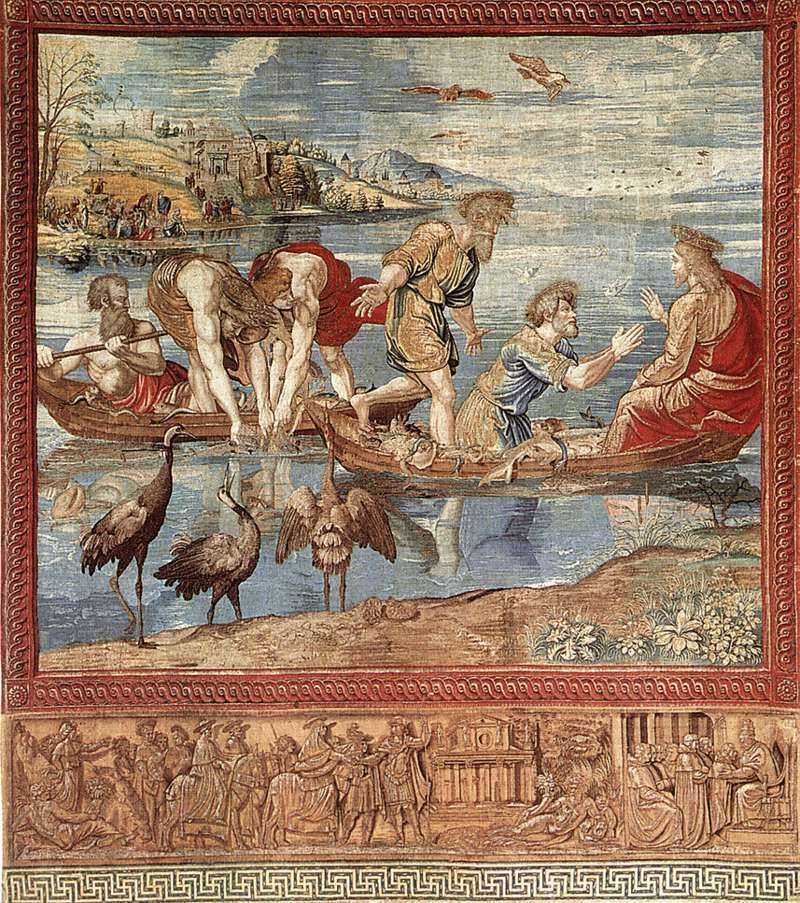
La Pêche miraculeuse.

Leurs dimensions unitaires avoisinent les 3,5 m de hauteur par 5 m de large et l'ensemble est composé d’environ 200 feuilles de papier collées entre elles.

### Vie de Pierre

#### La Pêche miraculeuse
La scène (360 × 400 cm) est inspirée d'un passage de l'Évangile selon Luc (V, 4 et suiv.). Elle est presque entièrement de la main du maître.
La scène se lit à partir de la droite, où les apôtres, en liant gestes et regards, conduisent le regard du spectateur vers la figure du Christ. Le tout se déroule dans un paysage vaste et lumineux, aux belles notations naturalistes : la ville au bord du lac, les poissons vifs dans les bateaux de pêche, la flore et la faune du lac, en particulier les trois hérons au premier plan.
À première vue, Raphaël a représenté l'Appel de Pierre d'un point de vue strictement évangélique, mais la scène recèle plusieurs allusions à la papauté. Le Christ tient la barre d'une petite barque qui est une métaphore de l'Église catholique, et Pierre et son frère André, en y montant, deviennent ses disciples. Les grues du premier plan symbolisent la papauté qui ne relâche pas sa vigilance contre le péché et la corruption, représentés par les corbeaux noirs qui volent au loin. Enfin, les cygnes qui nagent dans le lac, en se tenant à l'écart sont censés faire allusion aux difficultés de la Conversion au christianisme.

#### Jésus-Christ donnant les clés à Pierre

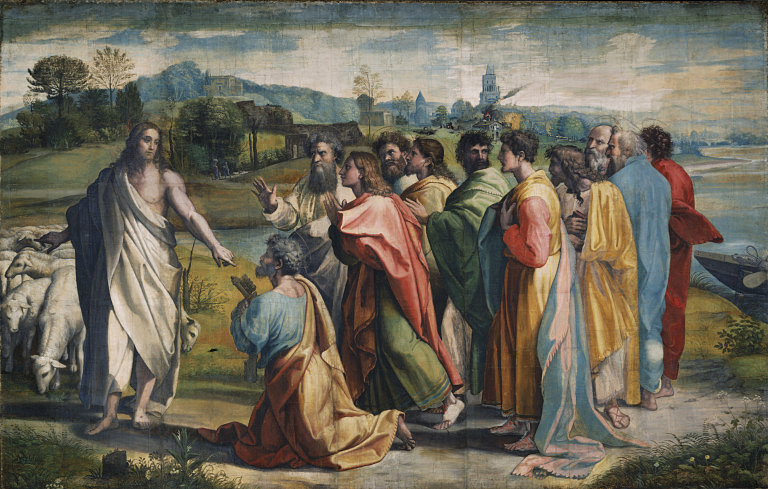
Le Christ donnant les clefs du Paradis à saint Pierre.

La scène  (345 × 535 cm) est inspirée d'un passage de l'Évangile selon Jean, la « Pasce oves mes » (XXI, 15 et suiv.). Elle fait référence à la main du maître probablement assisté de Giovan Francesco Penni et Giovanni da Udine.
La scène se lit à partir de la droite, où les apôtres, liant gestes et regards, se dirigent vers le Christ qui vient de donner les clés du ciel à Pierre et désigne un troupeau de brebis, symbole de l'Église. Le tout se déroule dans un paysage vaste et lumineux, avec des variations tonales, et au fur et à mesure de l'éloignement des plans de plus en plus nuancées. La figure du Christ, moins monumentale et plus plate que les autres de la série, est cependant mise en valeur par une luminosité plus intense et l'isolement donné par un léger intervalle.
Un dessin autographe montre Raphaël travaillant au thème du murmure de reconnaissance et d'hésitation passant dans le groupe des apôtres sur la rive, jusqu'au hiatus évocateur qui sépare Pierre agenouillé et Jean qui voue une foi passionnée au Christ. L'importance de ce thème est telle qu'il est le seul à apparaître deux fois dans la chapelle : le carton reprend en plusieurs points la fresque du Pérugin  sur le mur au-dessus.

#### La Guérison du boiteux

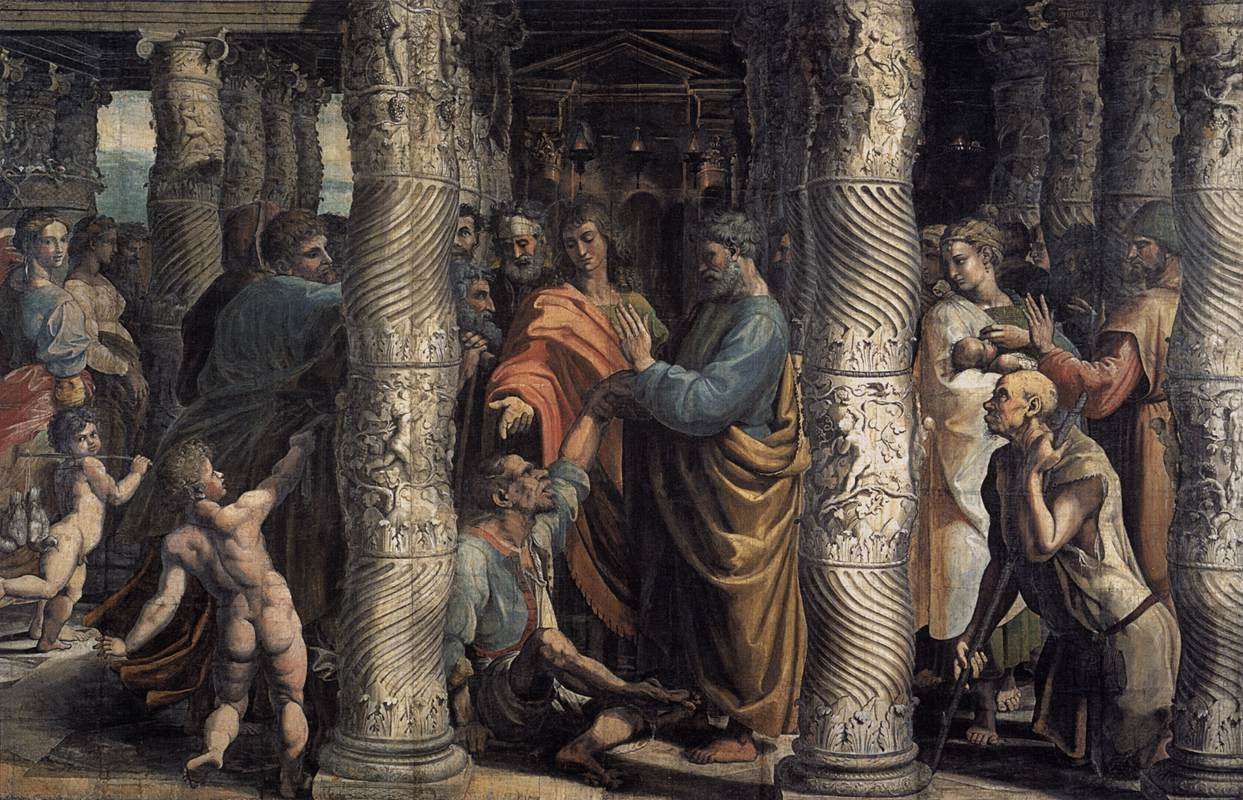
La Guérison du boiteux.

La scène (390 × 520 cm) est inspirée d'un passage des Actes des Apôtres (III, 1 et suiv.). Elle fait référence à Raphaël, probablement assisté de Jules Romain et Giovanni da Udine.
Saint Pierre, accompagné de l'Apôtre Jean, passant sous la Porta Speciosa du Temple de Salomon à Jérusalem guérit un infirme, visible au centre, tandis qu'un autre s'approche par la droite. Les colonnes torsadées de l'architecture rappellent l'enceinte autour du tombeau de l'apôtre dans l'Antique basilique vaticane, qui ont ensuite été rappelées par Le Bernin dans le célèbre baldaquin. Selon la tradition, les colonnes originales provenaient du temple de Jérusalem. Un fort sens dynamique fait converger le regard du spectateur vers le centre, affichant la rigidité de la division tripartite des colonnes. Des effets lumineux définissent le balayage spatial, avec le cœur du temple voilé par l'obscurité, à peine éclairé par les lampes qui créent des lueurs sur l'architecture.
La Grande Porte du temple menaçait d'écraser le miracle au centre : une foule de figures secondaires fut introduite pour rétablir l'équilibre ; certaines dispersent l'effet, par le geste ou l'expression, ou, par exemple, par la musculature de l'enfant grotesquement adulte au premier plan.

#### La Mort d'Ananias

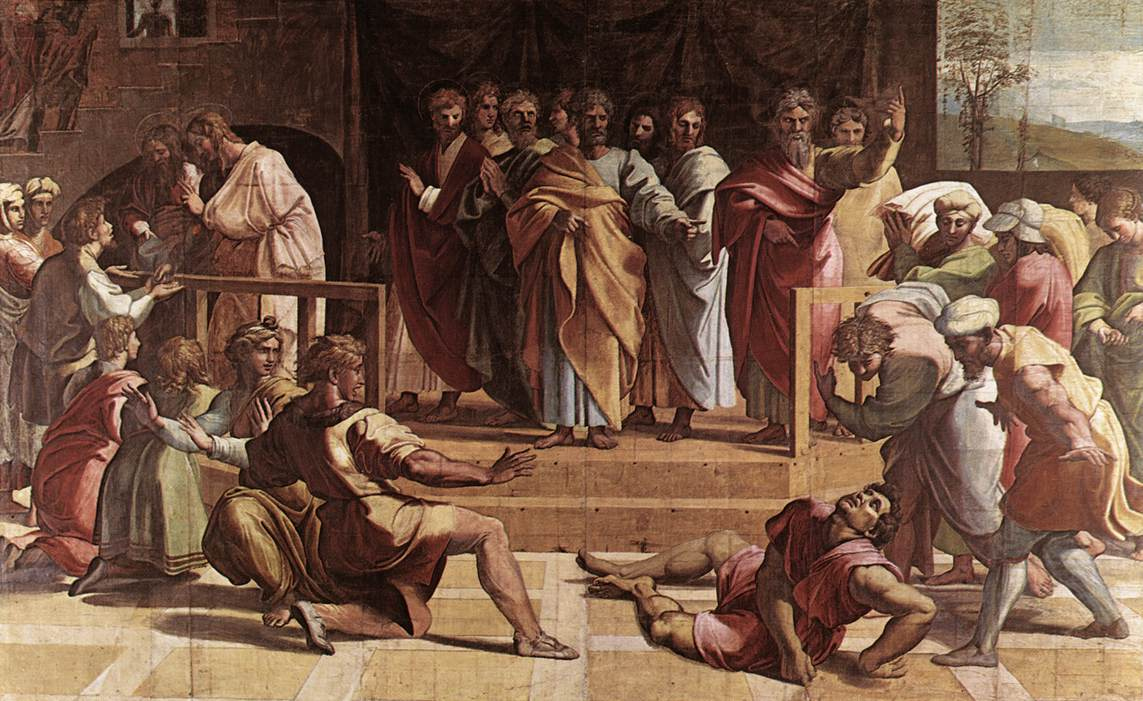
La Mort d'Ananias.

La scène (385 × 440 cm) est inspirée d'un passage des Actes des Apôtres (V, 1 et suiv.). Elle se réfère presque entièrement à Raphaël, avec une aide probable de Jules Romain et d'autres.
Saint Pierre est au centre de la scène, l'une des plus symétriques. Avec une expression lourde et imperturbable, et un geste évident, il provoque des convulsions puis la mort d'un personnage en dessous, Ananias, un chrétien qui avait fait étalage du don de ses revenus à la communauté tout en en gardant une partie secrètement. C'est un épisode lié aux expériences de communion des premières communautés chrétiennes, et une référence claire à l'unité de l'Église. Autour de l'homme, une foule apparaît, choquée par l'événement, tandis que certains se tournent vers saint Paul, à côté de Pierre, qui pointe le ciel du doigt, soulignant le caractère divin du châtiment. À gauche, d'autres personnages clarifient le rôle de l'Église, offrant l'aumône aux nécessiteux. Le cadre scénographique de l'œuvre a été très apprécié par Goethe et Grimm.
Composition centrée, ce carton ressemble beaucoup à Héliodore chassé du temple, pas seulement par la pose d'Ananias à terre, mais aussi par le moteur de l'action placé en arrière et la scène d'aumône qui fait diversion à gauche, équivalent du groupe du pape Jules II et de ses porteurs.

### Vie de Paul

#### La Lapidation de saint Étienne

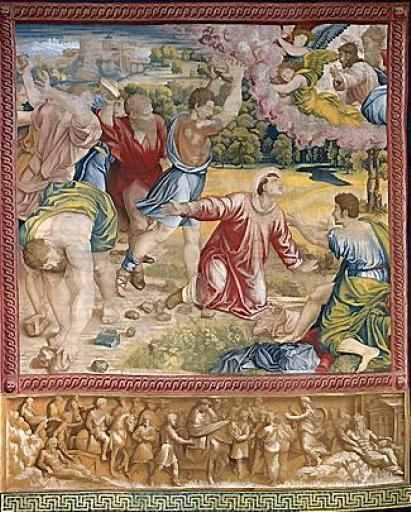
La Lapidation de saint Étienne.

Le carton a été perdu et ne fait donc pas partie de la série conservée au Victoria and Albert Museum. La scène est inspirée d'un passage des Actes des Apôtres (VII, 55-59) et a été réalisée, à en juger par le résultat, par Raphaël assisté de Jules Romain.
Saint Étienne étend les bras au centre de la scène, à genoux, tout en recevant le martyre de quelques tortionnaires, à gauche. Il s'adresse à un groupe angélique qui apparaît au-dessus, aidant Saül dans le coin avant sa conversion.

#### La Conversion de saint Paul

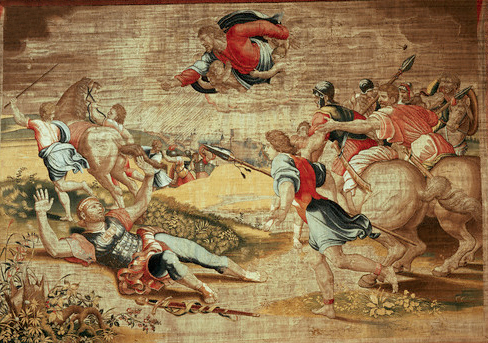
La Conversion de saint Paul, copie.

Le carton a été perdu et ne fait donc pas partie de la série conservée au Victoria and Albert Museum. La scène est inspirée d'un passage des Actes des Apôtres (IX, e3 et suiv.) et a été réalisée, à en juger par le résultat, par Raphaël assisté de Giulio Romano.
Sur la route de Damas, Saül /saint Paul est frappé par la vision lumineuse de Dieu, ce qui conduit à sa conversion. Un groupe de compagnons à cheval s'élance par la droite, avec des gestes concomitants qui soulignent le dynamisme de la scène. D'autres s'enfuient effrayés par le cheval, demeurant en arrière-plan. La figure de Jésus entouré d'anges fait référence à Michel-Ange, comme la scène de la Création d'Adam sur la voûte de la chapelle Sixtine .

#### La Conversion du proconsul

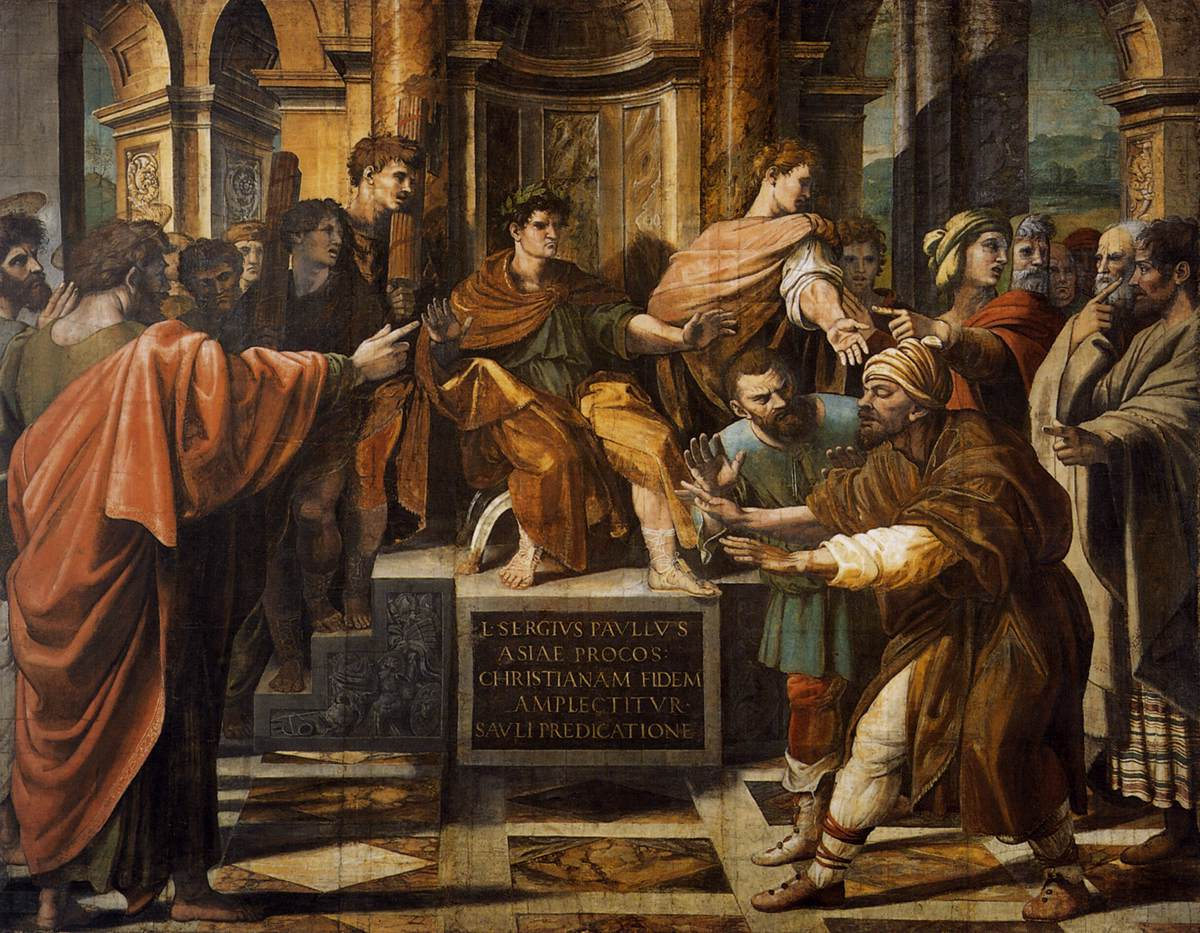
La Conversion du proconsul.

La scène (385 × 445 cm) est inspirée d'un passage des Actes des Apôtres (XIII, 8 et suiv.). Elle fait largement référence à la main des élèves, bien que le mauvais état de conservation ne permette pas une évaluation approfondie.
Saint Paul, à gauche, aveugle temporairement le magicien Élymas pour s'être opposé à sa prédication en présence du gouverneur de la ville de Paphos. Sur la base du trône du gouverneur, une inscription (au sens normal également dans le carton) est lisible : « L.SERGIUS.PAULLUS ASIAE PROCOS: / CHRISTIANAM FIDEM / AMPLECTITUR / SAULI PREDICATIONE ». Le geste éloquent de Paul, rappelé par ceux des autres personnages, met toute l'action en mouvement. La scène se déroule dans un bâtiment à l'architecture classique mais pas ordonnée rationnellement, comme en témoigne le pilier convexe visible depuis l'arc de gauche.

#### Le Sacrifice de Lystre

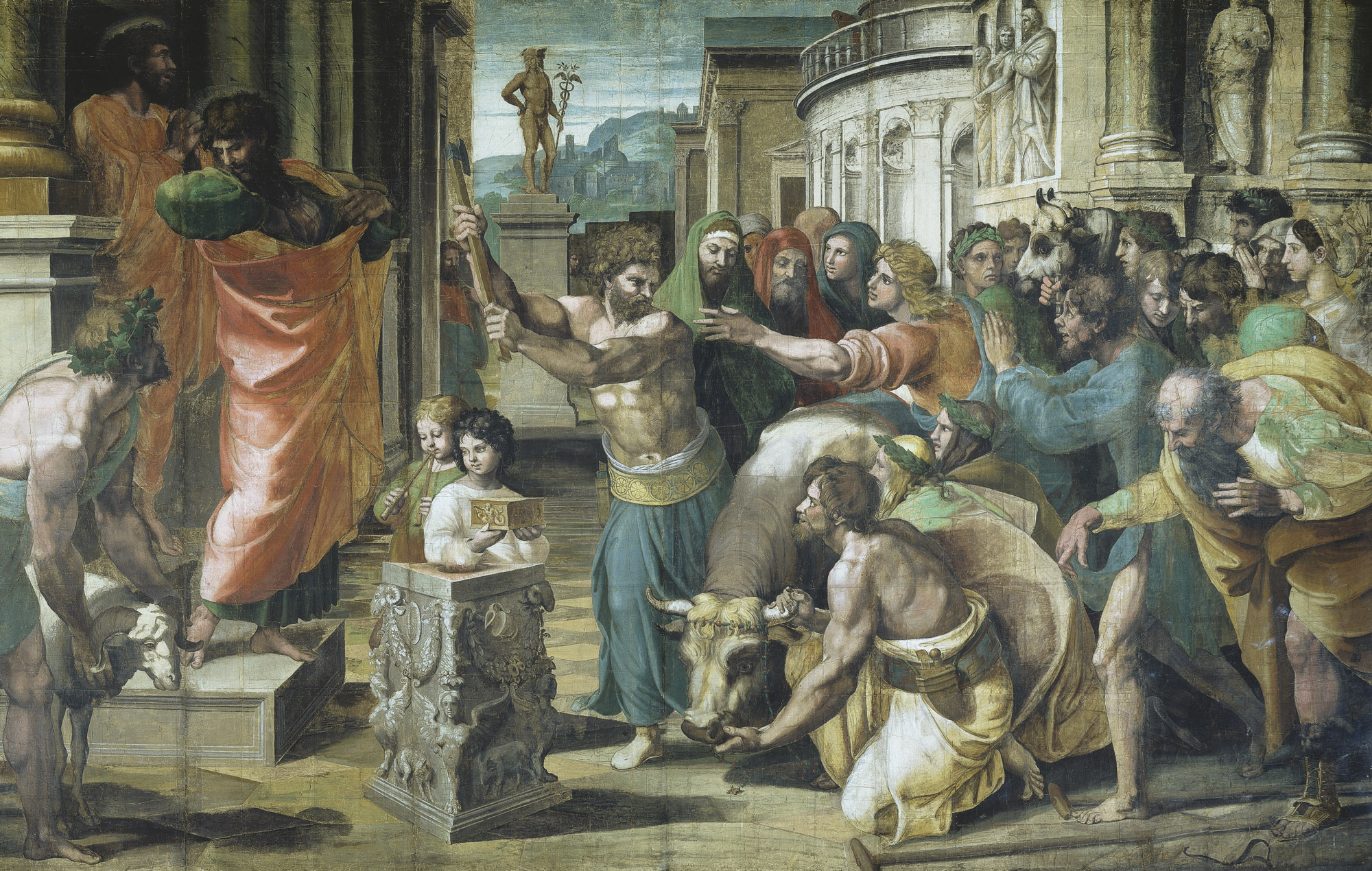
Le Sacrifice de Lystre.

La scène (350 × 540 cm) est inspirée d'un passage des Actes des Apôtres (XIV, 7 et suiv.). Elle se réfère largement à la main des élèves, bien qu'avec des interventions jugées de Raphaël.
Saint Paul, à gauche, guérit un boiteux dans la ville de Lystre mais, confondu avec son compagnon Barnabé pour un envoyé de Mercure, il est sur le point de recevoir un sacrifice païen de la foule, qu'il parvient à éviter en devenant furieux. L'apôtre déchire sa robe à hauteur de poitrine, tandis qu'autour de lui, les gens le regardent avec surprise, apportant déjà une chèvre et deux taureaux pour le sacrifice, et avec un officiant qui est sur le point de porter le coup fatal avec une hachette au cou de l'animal au centre. Au premier plan, se trouve l'autel du sacrifice, près de deux enfants : l'un joue de la double flûte, l'autre porte une boîte à offrandes dorée. En arrière-plan, la ville, avec la statue du dieu païen clairement visible, est au bout de la route.

#### Saint Paul prêchant à Athènes

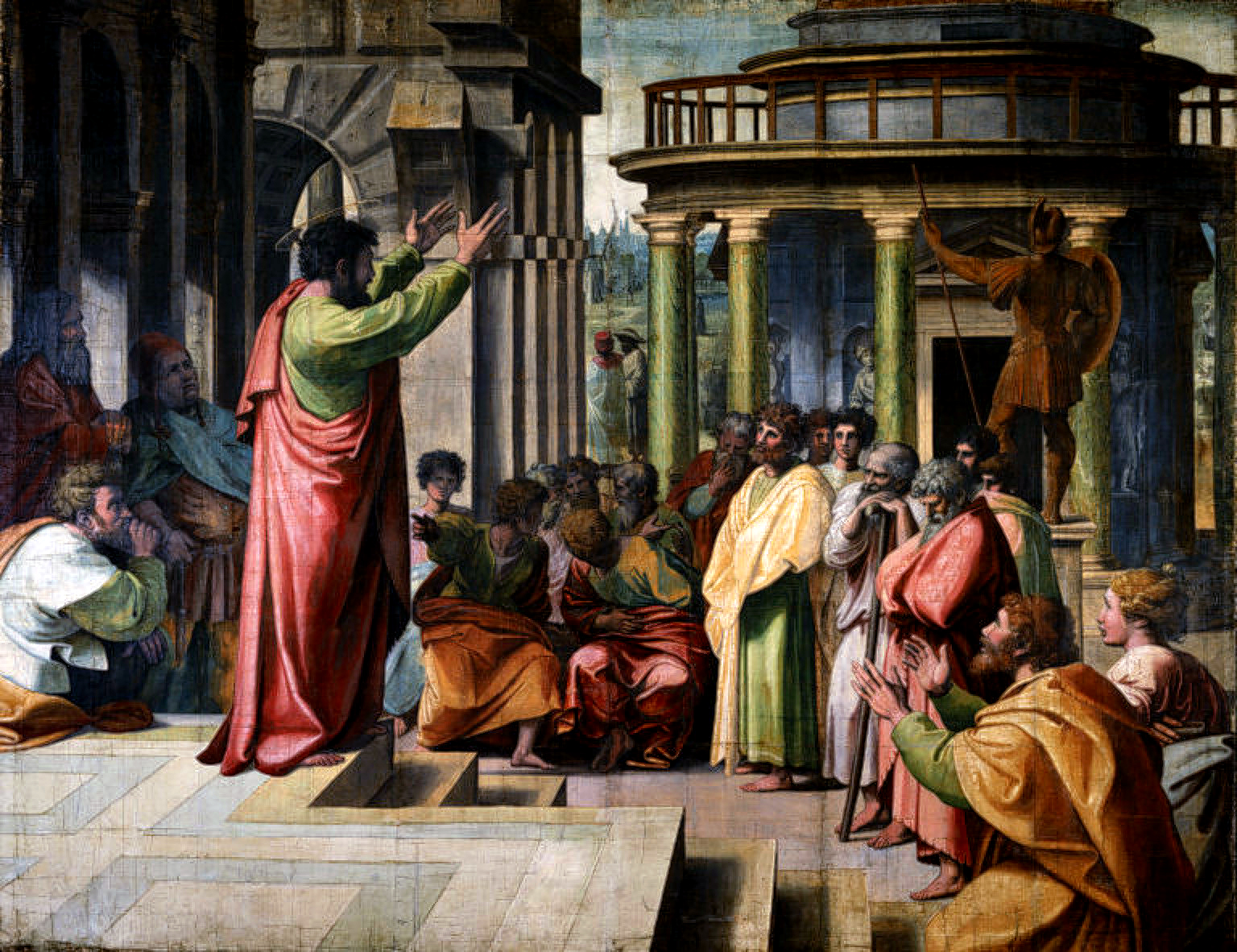
Saint Paul prêchant à Athènes.

La scène (390 × 440 cm) est inspirée du discours du saint rapporté dans les Actes des Apôtres (XVII, 17 et suivants). Elle fait référence à Raphaël, probablement assisté de Giovan Francesco Penni (pour les personnages) et de Giovanni da Udine (pour l'architecture).
Paul prononce le discours de l'Aréopage du haut d'un piédestal, vers la population à droite, le long d'une diagonale. La scène a comme arrière-plan diverses architectures, dont un bâtiment avec un plan centré, devant lequel se trouve une idole païenne, tournée cependant par derrière, pour symboliser sa distance par rapport à l'intérêt du peuple. Le personnage debout à gauche avec un bonnet rouge est un portrait de Léon X, à côté de lui, Janus Lascaris, un savant grec à Rome. Le couple agenouillé à droite a été probablement ajoutés par Jules Romain.
L'apôtre, bras levés mais immobile, fait face à un groupe impassible ; une amorce de mouvement apparaît sur les côtés, hors de la composition, chez les deux croyants à droite et dans les formes tronquée des sceptiques à gauche.

#### Saint Paul en prison

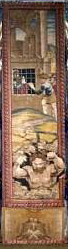
Saint Paul en prison.

Le carton a été perdu et ne fait donc pas partie de la série conservée au Victoria and Albert Museum. La scène, plus petite que les autres, est inspirée d'un passage des Actes des Apôtres (IX, e3 et suiv.). Elle se réfère, à en juger par le résultat, à Raphaël largement assisté par Jules Romain.
La scène, également connue sous le nom de Tremblement de terre, est longue et étroite, car elle était située à côté du chœur de la chapelle. Saint Paul est en prison à l'arrière-plan et prie au-delà des barreaux. À cette occasion, un cataclysme s'est produit, symbolisé par le géant au premier plan secouant les fondations du bâtiment.

## Analyse
Dans La Pêche miraculeuse et La Remise des clés, la tension monte, avec l'action vers le Christ immobile d'un côté ; pourtant toute l'action est contenue dans l'image.
Parallèle artistique frappant, dans toutes les scènes sauf La Pêche miraculeuse et La Remise des clés, l'exagération des gestes et des expressions est semblable à celle des Chambres de Raphaël réalisées après la Signature. On trouve de superbes détails : les colonnes de la Grande Porte, le magnifique geste de saint Paul déchirant ses vêtements, sa majestueuse simplicité à Athènes, et des détails architecturaux fascinants dont, à Athènes, une curieuse reprise du Tempietto, transformé assez maladroitement en édifice rectangulaire avec des colonnes vertes.
La Renaissance romaine est l'esthétique commune à toutes ces scènes, isolées chacune dans son format, avec ses personnages héroïques, les anatomies parfaites, la symétrie constante de l'architecture perspective, les paysages grandioses.
Les bordures également dessinées par les assistants du maître, comportent des références de leur temps : armoiries des Médicis, allégories sur les pilastres, scènes monochromes des bandes inférieures illustrant la vie du pape.
Tous les détails du style de Raphaël exposé dans ces cartons ont influencé largement la tapisserie flamande ensuite (Pierre Paul Rubens pour ses tapisseries Vie de Publius Decius Mus de 1618).

## Sources
- (en) Cet article est partiellement ou en totalité issu de l’article de Wikipédia en anglais intitulé « Raphael Cartoons » (voir la liste des auteurs).